# Brian Liebenberg
Brian Liebenberg (Benoni, 19 de septiembre de 1979) es un ex–jugador francés de rugby nacido en Sudáfrica y que se desempeñaba como centro. Fue internacional con Les Bleus de 2003 a 2005.

## Selección nacional
Fue seleccionado a Les Bleus por primera vez para enfrentar a los Stejarii en agosto de 2003, su buen nivel que demostró le valió para ser convocado al Mundial un mes después. Su último partido lo jugó durante el Torneo de las Seis Naciones 2005.
Perdió su lugar en el seleccionado por jugadores como Florian Fritz, Yannick Jauzion (que lo cambiaron a N°13) y David Marty. En total jugó 12 partidos y marcó 25 puntos, productos de cinco tries.

### Participaciones en Copas del Mundo
Disputó el mundial de Australia 2003 donde fue suplente de Tony Marsh por lo que solo jugó como titular ante las Águilas y les marcó un hat–trick. También ingresó ante el XV del Trébol en los cuartos de final y frente a los All Blacks por el tercer puesto.
| Mundial                       | Sede      | Resultado     | PJ | Tries |
| ----------------------------- | --------- | ------------- | -- | ----- |
| Copa Mundial de Rugby de 2003 | Australia | Cuarto puesto | 3  | 3     |

## Palmarés
- Campeón del Torneo de las Seis Naciones de 2004.
- Campeón del Top 14 de 2002–03, 2003–04 y 2006–07.
- Campeón del Rugby Pro D2 de 2001–02.